# كريستيان ماجيو
كريستيان ماجيو (بالإيطالية: Christian Maggio)‏ (مواليد 11 فبراير 1982 في مونتيتشيو ماجيوري - إيطاليا) لاعب كرة قدم إيطالي يلعب حاليا لصالح نادي الدرجة الأولى نابولي الإيطالي منذ 2008 في مركز الظهير الأيمن كما يجيد اللعب في مركز الوسط الأيمن.

## روابط خارجية
- كريستيان ماجيو على موقع الاتحاد الدولي (مؤرشف)  (الإنجليزية)
- كريستيان ماجيو على موقع الاتحاد الأوربي (الإنجليزية)
- كريستيان ماجيو على موقع قاعدة بيانات كرة القدم.إي يو (الإنجليزية)
- كريستيان ماجيو على موقع بيانات كرة القدم. دي إي (الألمانية)
- كريستيان ماجيو على موقع ناشيونال فوتبول تيمز (الإنجليزية)
- كريستيان ماجيو على موقع Soccerway.com (الإنجليزية)
- كريستيان ماجيو على موقع عالم كرة القدم.نت (الإنجليزية)
- كريستيان ماجيو على موقع كووورة
- كريستيان ماجيو على موقع AS.com (الإسبانية)